# Блек-Джек (Міссурі)
Блек-Джек (англ. Black Jack) — місто (англ. city) в США, в окрузі Сент-Луїс штату Міссурі. Населення — 6634 особи (2020).

## Географія
Блек-Джек розташований за координатами 38°47′56″ пн. ш. 90°15′48″ зх. д. / 38.79889° пн. ш. 90.26333° зх. д. (38.798982, -90.263444).  За даними Бюро перепису населення США в 2010 році місто мало площу 6,72 км², з яких 6,71 км² — суходіл та 0,01 км² — водойми.

## Демографія
Згідно з переписом 2010 року, у місті мешкало 6929 осіб у 2591 домогосподарстві у складі 1797 родин. Густота населення становила 1031 особа/км².  Було 2809 помешкань (418/км²).
Расовий склад населення:
| - 81,2 % — чорних або афроамериканців - 16,3 % — білих - 0,4 % — азіатів - 0,1 % — корінних американців |

До двох чи більше рас належало 1,8 %. Частка іспаномовних становила 0,7 % від усіх жителів.
За віковим діапазоном населення розподілялося таким чином: 23,4 % — особи молодші 18 років, 60,5 % — особи у віці 18—64 років, 16,1 % — особи у віці 65 років та старші. Медіана віку мешканця становила 40,9 року. На 100 осіб жіночої статі у місті припадало 81,3 чоловіків;  на 100 жінок у віці від 18 років та старших — 75,9 чоловіків також старших 18 років.
Середній дохід на одне домашнє господарство  становив 66 285 доларів США (медіана — 53 357), а середній дохід на одну сім'ю — 79 674 долари (медіана — 73 241). Медіана доходів становила 56 304 долари для чоловіків та 32 429 доларів для жінок. За межею бідності перебувало 14,3 % осіб, у тому числі 31,5 % дітей у віці до 18 років та 11,3 % осіб у віці 65 років та старших.
Цивільне працевлаштоване населення становило 3152 особи. Основні галузі зайнятості: освіта, охорона здоров'я та соціальна допомога — 29,6 %, виробництво — 15,0 %, мистецтво, розваги та відпочинок — 11,3 %, роздрібна торгівля — 10,1 %.